# Cargonautes
Cargonautes, anciennement Olvo, est une entreprise coopérative française de cyclologistique desservant Paris et sa proche banlieue.

## Histoire
La société Olvo est constituée en décembre 2015, propose une alternative à l'ubérisation des acteurs de la FoodTech et de livraison du dernier kilomètre.
En 2018 la coopérative est primée aux Trophées de l'économie sociale et solidaire.
En 2019, elle remporte le prix de l’innovation urbaine lors de la quatrième édition des Prix « Le Monde » Cities dans la catégorie « mobilité »,.
En septembre 2020, l'entreprise se compose d'une flotte de 30 vélos cargo pour 24 salariés dont 12 sociétaires. La coopérative est membre de la fédération CoopCycle.
Durant la pandémie de Covid-19 en France, en septembre 2020, en partenariat avec le label Ecotable et des restaurants parisiens, la société propose un service de livraison de repas en click and collect. Les restaurateurs s'engagent à adopter des pratiques écoresponsables. Une centaine d'acteurs de la restauration, parmi lesquels Jean-François Piège, font appel aux services d'Olvo. La plateforme resto.paris ferme en septembre 2021,.
En avril 2021, la société coopérative et participative emploie trente-quatre salariés, dont vingt sont sociétaires. Les salariés sont également copropriétaires de la coopérative et participent aux décisions stratégiques.
En 2022, Olvo change de nom pour celui de Cargonautes.

## Spécificités
Ce mode de livraison serait plus rapide en zone urbaine dense, plus écologique et moins bruyant qu'une camionnette classique,.
La société propose des conditions de travail plus avantageuses pour les coursiers à vélo que le statut d'autoentrepreneur proposé sur les plateformes concurrentes Uber Eats, Deliveroo et Just Eat. La société embauche en contrat de travail à durée indéterminée permettant aux salariés, d'être rémunéré à l'heure, d'avoir une protection sociale face au risque d'accident du travail, la prise en charge d'une mutuelle, titre-restaurant, équipement professionnel mis à disposition,,,.

## Identités visuelles

Logo jusqu'en 2022
Logo depuis 2022